# Юденич Микола Миколайович
Мико́ла Микола́йович Юде́нич (18 (30) липня 1862 , Москва  — 5 жовтня 1933 , Канни ) — російський генерал, головнокомандувач Північно-Західної армії.

## Біографія
Народився у дворянській родині колезького радника.
В 1881 закінчив Олександрівське військове училище в Москві. Після служби у військах та переведення до поручиків гвардії Юденич вступив до Академії Генштабу, закінчивши її по 1-му розряду в 1887. Служив у Варшавському і Туркестанському військових округах на важливих штабних посадах; командував бригадою, пізніше полком.
Під час Російсько-японської війни за відзнаку у битві під Мукденом нагороджений золотою зброєю з гравіюванням «За хоробрість». Тоді ж отримав поранення, після лікування в 1907 продовжив службу.
У 1913 у Тифлісі очолив штаб Кавказького військового округу, здобув звання генерал-лейтенанта. Брав участь у військово-дипломатичних місіях з улагоджування відносин з Іраном, Туреччиною.
На початку Першої світової війни служив начальником штабу, з 1915 командував Кавказькою армією.
У 1916 успішно провів Ерзурумську (полонивши понад 13 000 турецьких солдатів і офіцерів) і Трапезундську операції, нагороджений Георгіївським орденом 2-го ступеня.
У травні 1917 відсторонений від командування і змушений піти у відставку.
У 1918 емігрував до Фінляндії. Зустріч зі знайомим з часів академії генералом Карлом Маннергеймом привела Юденича до думки організувати за кордоном боротьбу проти Радянської влади.
У 1919 призначений Олександром Колчаком головнокомандувачем Північно-Західної армії, сформованою російськими емігрантами в Естонії, і увійшов до складу Півічно-Західного уряду, яке мало укласти союз з балтійськими державами.
У 1919 призначив Олександра Родзянко своїм помічником. 23 листопада 1919 відправлений Юденичем до Англії для отримання фінансової підтримки, проте місія зазнала невдачі.
У вересні 1919 армія Юденича прорвала радянський фронт і підійшла до Петрограда, але, виступаючи з гаслом «Єдиної великої Росії», Колчак і Юденич не здобули підтримки від Фінляндії та Естонії і були відкинуті.
Емігрував до Великої Британії, відмовившись від політичної діяльності — не виступав публічно і відмовився зустрічатися з репортерами. Єдиною людиною, якій зробив візит, був Вінстон Черчілль.
Потім перебрався до Франції і влаштувався у Ніцці, купивши будинок на її передмісті Сен-Лоран-дю-Вар. Брав участь у роботі російських просвітницьких організацій.
Помер у 1933 від туберкульозу легенів. Похований на російському цвинтарі Кокад.